# 長周期彗星
| 彗星                       | 彗星         | 彗星                         | 彗星                   | 彗星                   |
| -------------------------- | ------------ | ---------------------------- | ---------------------- | ---------------------- |
| 離心率と公転周期による分類 |              |                              |                        |                        |
| e < 1                      | 周期彗星     | 短周期彗星                   | 短周期彗星             | P < 200                |
| e < 1                      | 周期彗星     | 長周期彗星                   | 長周期彗星             | P ≧ 200                |
| e ≧ 1                      | 非周期彗星   | 非周期彗星                   | 長周期彗星             |                        |
| 特徴的な彗星               | 特徴的な彗星 | 大彗星                       | 大彗星                 | 大彗星                 |
| 特徴的な彗星               | 特徴的な彗星 | サングレーザー（クロイツ群） |                        |                        |
| 成因上の関連               | 成因上の関連 | 彗星・小惑星遷移天体         | 彗星・小惑星遷移天体   | 彗星・小惑星遷移天体   |
| 成因上の関連               | 成因上の関連 | 地球近傍天体                 |                        |                        |
| 成因上の関連               | 成因上の関連 | 太陽系外縁天体               |                        |                        |
| 分類上の関連               | 分類上の関連 | 太陽系小天体（小惑星）       | 太陽系小天体（小惑星） | 太陽系小天体（小惑星） |
| ■Project ■Template         |              |                              |                        |                        |

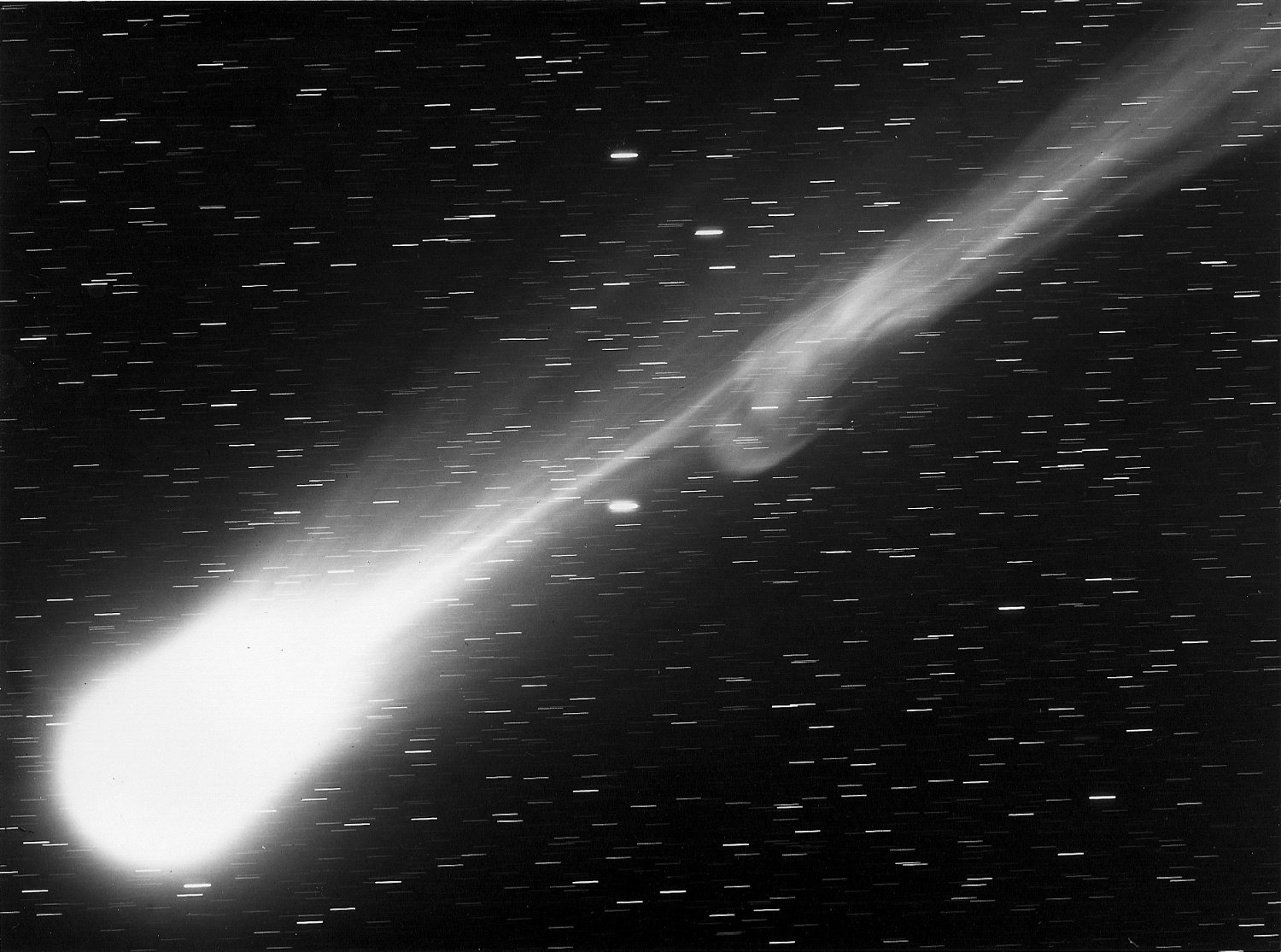
百武彗星 (C/1996 B2)。周期113782年の長周期彗星。

長周期彗星（ちょうしゅうきすいせい、long-period comet）は、公転周期が200年以上の周期彗星と非周期彗星の総称である。これに対し、公転周期が200年未満の周期彗星を短周期彗星という。
彗星の軌道は不安定で、その度合いは周期が長いほど強くなる。そこで、周期200年を恣意的な境界に定め、軌道が比較的安定している短周期彗星と、かなり不安定な長周期彗星を分けている。
長周期彗星に非周期彗星を含めず使うこともあるが、専門用語としては、非周期彗星を含むことが多い。本稿でも、非周期彗星を含めた長周期彗星について述べる。
公転周期200年は、軌道長半径34.20 AUにあたる。つまり、長周期彗星は軌道長半径34.20 AU以上の周期彗星（および非周期彗星）であると言ってもいい。なお、公転周期200年、軌道長半径34.20 AUは、海王星（165年、30.11 AU）と冥王星（250年、39.54 AU）の間である。ただし、彗星は軌道離心率が大きいので、遠日点距離は軌道長半径の2倍近くになる。通常、エッジワース・カイパーベルト（30～50 AU）よりも外側である。
彗星の命名規則では、長周期彗星の符号はC/で始まる。たとえば、百武彗星 (C/1996 B2)。それに対し、短周期彗星はP/（または登録番号がついたnnP/）で始まる。ただし、番号登録周期彗星、つまり、2回の回帰が確認された彗星は、長周期彗星であってもnnP/で始まる。2006年現在、それに当てはまるのは池谷・張彗星 (153P)（周期367年）の1つである。
2006年8月現在、約2100個の長周期彗星が発見されている。これは、発見された彗星の80 %以上であり、彗星の大半は長周期彗星であるといえる。（残りは、短周期彗星と、軌道が求まらなかった彗星）
長周期彗星は、オールトの雲からやってくると推測されている。それに対し、短周期彗星は、エッジワース・カイパーベルトからやってくると推測されている。
一般に、短周期彗星は発見前を含めれば何十回・何百回となく回帰しているため、揮発成分はほとんど失われてしまい、大彗星は少ない。明るく輝くのは、ほとんどが長周期彗星である。